# 天水圍的日與夜
《天水圍的日與夜》（英語：The Way We Are）是一部於2008年上映的香港電影，由許鞍華擔任執導，以及由鮑起靜、梁進龍、陳麗雲等擔任演出。
許鞍華其後以天水圍為主題執導了《天水圍的夜與霧》，卻是全新的故事，並非此電影的續集。

## 故事大綱
贵姐是早年守寡，现与自己的儿子张家安两个人过着普普通通的生活，每餐都是簡單兩樣菜配飯。贵姐自己在一家超级市场工作，而她之前捐助的两个弟弟已经飞黄腾达了。儿子张家安是个天然呆卻也非常听话的孩子，在学校的成績并不算优秀，而生活也是十分简单，暑期在没有找到工作的时候，多数时间自己在家中度过，也很少出去参加活动。而刚刚来天水围居住的梁欢，她曾经有卖菜的經驗，在贵姐的帮助下，梁欢也在同一家超级市场找到了工作。平时贵姐帮助梁欢很多，这使得梁欢的性格逐渐开朗起来。三个人的生活简简单单，最后张家安决定若在会考时候成绩不理想，就准备出来找工作，最後張家安順利升讀預科中六......。

## 演員
| 演員           | 角色           |
| 鮑起靜         | 貴姐           |
| 梁進龍         | 張家安         |
| 陳麗雲         | 梁歡           |
| 陳玉蓮（客串） | 張家安的老師   |
| 高志森（客串） | 貴姐的富貴弟弟 |
| 崔允信（客串） | 貴姐的親戚     |

## 拍攝場地(部分)
- 天耀邨
- 天耀廣場
- 天瑞邨
- 天瑞巴士總站
- 天慈邨

## 獎項
| 獎項       | 名單           | 結果 |
| ---------- | -------------- | ---- |
| 最佳電影   | 天水圍的日與夜 | 入圍 |
| 最佳導演   | 許鞍華         | 獲獎 |
| 最佳編劇   | 呂筱華         | 獲獎 |
| 最佳女主角 | 鮑起靜         | 獲獎 |
| 最佳女配角 | 陳麗雲         | 獲獎 |
| 最佳新演員 | 梁進龍         | 入圍 |

| 獎項             | 名單           | 結果 |
| ---------------- | -------------- | ---- |
| 年度推介电影     | 天水圍的日與夜 | 獲獎 |
| 年度杰出导演     | 許鞍華         | 獲獎 |
| 年度新晋演员(银) | 梁进龙         | 獲獎 |

| 獎項       | 名單           | 結果 |
| ---------- | -------------- | ---- |
| 最佳電影   | 天水圍的日與夜 | 獲獎 |
| 最佳導演   | 許鞍華         | 獲獎 |
| 最佳女演員 | 鮑起靜         | 獲獎 |

| 獎項                   | 名單           | 結果 |
| ---------------------- | -------------- | ---- |
| 最佳電影               | 天水圍的日與夜 | 獲獎 |
| 最佳導演               | 許鞍華         | 獲獎 |
| 最佳編劇               | 呂筱華         | 入圍 |
| 最佳女主角             | 鮑起靜         | 入圍 |
| 最佳女配角             | 陳麗雲         | 獲獎 |
| 百家传媒年度致敬电影   | 天水圍的日與夜 | 入圍 |
| 百家传媒年度致敬电影人 | 許鞍華         | 獲獎 |

| 獎項       | 名單           | 結果 |
| ---------- | -------------- | ---- |
| 最佳電影   | 天水圍的日與夜 | 獲獎 |
| 最佳導演   | 許鞍華         | 獲獎 |
| 最佳編劇   | 呂筱華         | 獲獎 |
| 最佳女主角 | 鮑起靜         | 獲獎 |
| 最佳女配角 | 陳麗雲         | 獲獎 |

## 重映與續集
此電影於2009年4月30日重映。
許鞍華另外執導了一部同樣以天水圍為主題的電影《天水圍的夜與霧》，由任達華、張靜初、羅慧娟和覃恩美主演，於2009年3月22日和3月31日於香港國際電影節上映，同年5月14日正式上映。

## 外部連結
- 香港影庫上《天水圍的日與夜》的資料（繁體中文）
- 開眼電影網上《天水圍的日與夜》的資料（繁體中文）
- 豆瓣电影上《天水圍的日與夜》的資料 （简体中文）
- 1905电影网上《天水圍的日與夜》的资料（简体中文）
- 时光网上《天水圍的日與夜》的資料（简体中文）
- AllMovie上《天水圍的日與夜》的资料（英文）
- 爛番茄上《天水圍的日與夜》的資料（英文）
- 互联网电影数据库（IMDb）上《天水圍的日與夜》的资料（英文）